# Stade Koturaška
 (avril 2024).
Si vous disposez d'ouvrages ou d'articles de référence ou si vous connaissez des sites web de qualité traitant du thème abordé ici, merci de compléter l'article en donnant les références utiles à sa vérifiabilité et en les liant à la section « Notes et références ».
Le stade Koturaška, également appelé stade Građanski (croate : Igralište Građanskog) était un stade de football à Zagreb, en Croatie. Il était situé sur la route Koturaška (croate : Koturaška cesta) dans l'actuel quartier de Trnje et a abrité le club de football Građanski Zagreb pendant plus de 20 ans, de 1924 à 1945. Après la Seconde Guerre mondiale et la dissolution de Građanski, il a été repris par le nouveau Dinamo Zagreb qui l'a utilisé comme terrain d'attache jusqu'en 1948, date à laquelle ils ont déménagé dans leur domicile actuel au stade Maksimir. Koturaška fut finalement abandonnée et démolie au début des années 1950.

## Chronologie
- 1894 : Un vélodrome de 500 mètres est construit sur l'actuelle route de Koturaška, pour être utilisé par la première société cycliste croate (croate : Prvo hrvatsko biciklističko društvo).  Selon certaines sources, le nom de la route elle-même proviendrait du vélodrome d'origine qui y était construit, car koturaši était un terme familier archaïque croate utilisé pour les cyclistes au début du 20e siècle, le nom pourrait donc être traduit par « Route des cyclistes ».

- 1907 : Fondation du premier club de football à Zagreb, connu sous le nom de PNIŠK (abréviation de Prvi nogometni i športski klub. "Premier club de football et de sport") reprend le vélodrome entre-temps tombé en ruine. Ils le transforment en terrain de sport polyvalent, avec un terrain de football en son centre. La piste cyclable autour du terrain est transformée en piste d'athlétisme de 500 mètres, la première du genre à Zagreb.

- 1909 : Après avoir utilisé le terrain pour des matchs occasionnels entre le PNIŠK et le HAŠK, les deux premiers clubs de football de Zagreb, le PNIŠK est dissous en 1909 et le terrain est abandonné.

- 1911 : Le club de football Građanski Zagreb est fondé[1]. Dans les années 1910, ils utilisent plusieurs terrains d'entraînement dans les quartiers de Tuškanac, Martinovka et Kanal.

- 1924 : Le terrain de Građanski, situé à côté de l'ancien terrain du PNIŠK à Koturaška, est terminé et officiellement inauguré par Stjepan Radić, un éminent homme politique croate. Le terrain mesurait 100 x 60 mètres et comportait une piste d'athlétisme de 400 mètres. Un stand en bois a ensuite été ajouté, conçu par l'architecte Gjuro Kastl, d'une capacité de 1 618 personnes. À partir de ce moment-là, le stade est communément appelé Stade Građanski (croate : Igralište Građanskog).

- 1945 : Građanski est officiellement dissous par un décret des autorités communistes du 6 juin 1945. Le stade Koturaška est repris par le nouveau Dinamo Zagreb, qui l'utilise pour son premier match le 23 juin 1945, un match amical contre l'équipe de l'armée de l'air yougoslave . Dans les années suivantes, le Dinamo utilise Koturaška, ainsi que plusieurs autres terrains autour de Zagreb qui avaient été nationalisés en 1945, jusqu'à ce qu'ils déménagent définitivement sur l'ancien terrain du HAŠK à Maksimir en 1948. Ils disputent leur premier match à Maksimir le 19 novembre 1949 contre le FK Partizan.

- 1954 : La première phase du nouveau Stade Maksimir est achevée sur le site de l'ancien terrain du HAŠK, conçu par les architectes Vladimir Turina et Franjo Neidhardt. Le lieu est encore agrandi dans une série de rénovations entre 1952 et le début des années 1960, avec la tribune nord ajoutée en 1955 et la tribune est construite en 1961. Cela porte la capacité totale à environ 60 000 personnes en 1961. Le terrain de football mesure 105 × 70 mètres et le stade dispose d'une piste d'athlétisme de 400 mètres. Pendant ce temps, l'ancien stade de Koturaška est abandonné au début des années 1950 et finalement démoli.

## Matches internationaux
Dans les années 1920 et 1930, l'équipe nationale du royaume de Yougoslavie accueillait souvent des matchs à Zagreb, mais les principaux sites utilisés pour ces matchs étaient des terrains appartenant aux clubs de football HŠK Concordia et HAŠK (aujourd'hui stade Kranjčević et stade Maksimir). Cependant, en mai 1932, Koturaška organisa un match amical entre le royaume de Yougoslavie et la Pologne, qui attira une foule de 6 000 personnes et se termina par une victoire 3-0 de la Pologne.
En 1940, l'équipe de banovine de Croatie (à l'époque province du royaume de Yougoslavie) a disputé deux matches internationaux non officiels au stade, battant la Suisse 4-0 en avril (grâce aux buts de Florijan Matekalo, August Lešnik et un doublé de Zvonko Cimermančić) devant une foule de 10 000 personnes et un match nul 1-1 contre la Hongrie en décembre, Franjo Wölfl marquant le seul but de l'équipe locale, devant 8 000 spectateurs. Tous les joueurs qui ont marqué pour la Croatie à Koturaška en 1940 étaient des footballeurs de Građanski.
Après l'invasion de la Yougoslavie en 1941, le nouveau régime allié des nazis créa l'État indépendant de Croatie (NDH) et organisa une équipe nationale officiellement reconnue par la FIFA. Ils ont accueilli un certain nombre de matches amicaux internationaux à Zagreb pendant la Seconde Guerre mondiale, tous avec des équipes d'autres nations de l'Axe. Bien que le championnat national de football ait également été joué par intermittence tout au long de la guerre, Građanski accueillant des matchs à Koturaška, le principal stade de l'équipe nationale de la NDH était le terrain de Concordia, situé là où se trouve aujourd'hui le stade Kranjčević.